# Cedra (Suisse)
La Société coopérative nationale pour le stockage des déchets radioactifs (Cedra), plus souvent appelée Nagra (de l'allemand Nationale Genossenschaft für die Lagerung radioaktiver Abfälle) est une entreprise suisse mandatée par les producteurs de déchets radioactifs (industrie nucléaire, médecine, recherche) pour l'évacuation finale des déchets radioactifs en couches géologiques profondes. Son siège se situe à Wettingen, dans le canton d'Argovie, en Suisse. 

## Activités
Ses activités incluent:
- la tenue d'un inventaire des déchets radioactifs suisses (quantité et composition isotopique),
- la recherche d'un ou de plusieurs sites de dépôt en couches géologiques profondes,
- la planification de la construction et de l'exploitation desdits dépôts,
- la coopération internationale dans la recherche.

En 2017 s'ouvre la mise à l'enquête de la demande d'autorisation de forages dans cinq communes situées au nord des Lägern, massif du Jura situé à cheval sur les cantons suisses Argovie et de Zurich.

## Laboratoires souterrains
- Laboratoire souterrain du Mont Terri, à St-Ursanne, dans le canton du Jura
- Laboratoire souterrain du Grimsel